# Gattch
Gattch byla slovenská rocková skupina. Působila na československé hudební scéně v letech 1969–1974. Její hudba je pokusem o propojení rockové hudby s jazzem a vážnou hudbou a je charakteristická bohatě strukturovanými aranžmá. Řadí se do úzkého okruhu československých progressive rockových skupin jako například Collegium Musicum nebo Blue Effect.

## Historie
Skupina byla založena v roce 1969 v Nových Zámcích převážně studenty bratislavské konzervatoře. Název Gattch je odvozen z iniciál jejich přezdívek a správně by se proto měl psát "G.A.T.T.CH.". Zakládající sestavu tvořili:
- Juraj "George" Štefula – bicí nástroje
- Ľudovít "Ali" Beladič – piano
- Anton "Tony" Lančarič – basová kytara
- Tomáš "Tomy" Rédey – kytara, housle
- Karol "Charlie" Slanina – doprovodná kytara

Karol Slanina brzy po založení ze skupiny odešel a obsazení se ustálilo na 4 hráčích, ve kterém vznikly obě oficiální nahrávky. V roce 1972 odešel Anton Lančarič a na postu baskytaristy se poté objevili Valentín Čekovský a v roce 1974 Gabriel Jonáš, známý slovenský jazzový pianista. Po rozpuštění skupiny se její členové ujali většinou v doprovodných skupinách popových zpěváků. Jejich mateřská kapela zůstane na dlouhou dobu zapomenuta, zájem o ní se začne oživovat až v druhé polovině 90. let.

### Veřejná vystoupení
Seznam veřejných vystoupení skupiny Gattch od roku 1969:
- 1969 – Účast na 1. Slovenském beatovém festivalu. Gattch se v soutěži umístili na 2. místě.
- 1970 – 3. místo na přehlídce slovenských skupin v Praze.
- 19. března 1970 – Účast na Jazz Univerziádě v Českých Budějovicích. V soutěži se umístila na 3. místě za vítěznými Collegium Musicum a druhými Progress Organization.
- 1971 – Vystoupení na 3. Beatovém festivalu v Praze.
- 1972 – Vystoupení na International Jazz Festival Praha (IJFP).
- Další koncerty v Bulharsku a Východním Německu.

### 90. léta – současnost
V roce 1998 se skupina Gattch objevila v televizní premiéře seriálu Bigbít (17. díl) , zaměřeném na rockovou hudbu v Československu v letech 1956–1989.
V roce 2002 byla firmou Sony Music/Bonton vydána kompilace Gattch - Komplet, zahrnující nejen nahrávky oficiálně vydané v 70. letech, ale i další studiové snímky z archívu klávesisty Ľudovíta Beladiče a záznam z ostravského koncertu z roku 1972. Ľudovít Beladič se vydání nedožil, zemřel náhle ve svém nahrávacím studiu 27. října 2001.
22. dubna 2007 Gattch vystoupili v bratislavském PKO na akci Legendy 60. Skupina vystoupila ve složení Tomáš Rédey (kytara, zpěv), Anton Lančarič (basová kytara) a Barbara Lančaričová (piano).

## Diskografie
- 1971: Na na na / Kontrapunktická etuda (EP, Opus)
- 1971: Gattch (LP, Opus)
- 2002: Komplet (kompilace, 2 CD, Sony Music/Bonton)